# 赤道几内亚
赤道几内亚共和國，簡稱赤道幾內亞（西班牙語：Guinea Ecuatorial），中文亦简称赤几，位于非洲中部。2024年人口為170萬人。该国国名虽然带有赤道字样，但实际上赤道只通過其领土之間的海域，并未直接穿过该国陆地领土。

## 历史
赤道几内亚大陆部分的原始居民为俾格米人，他们的领地后来被班图人占有。1471年至1472年，葡萄牙航海家斐南·德·波（Fernão do Pó）在寻找通往印度的航路过程中发现了斐南多波岛，将其命名为“福爾摩薩”（Formosa）。安诺本岛是在新年发现的，并由此得名。

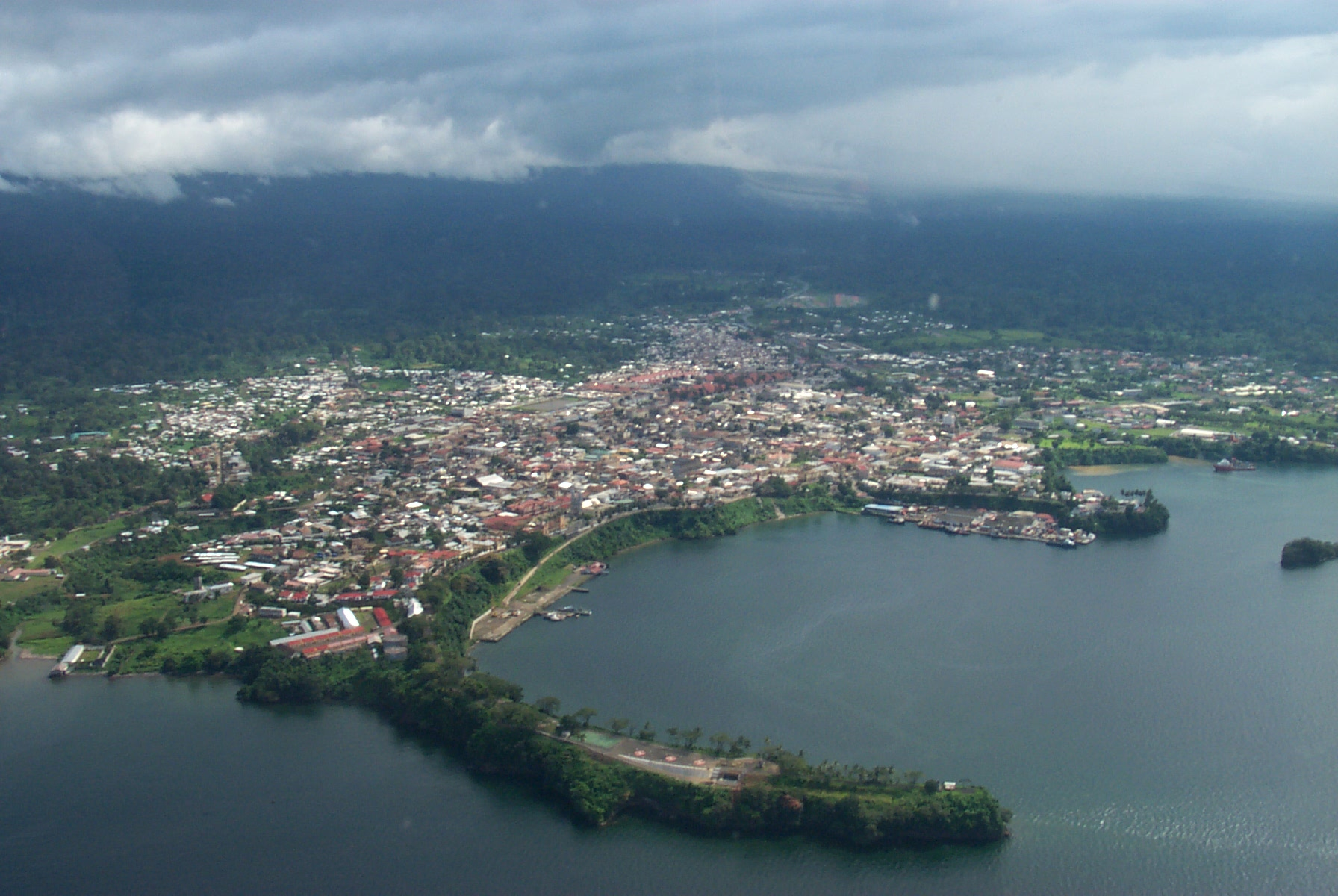
首都馬拉博

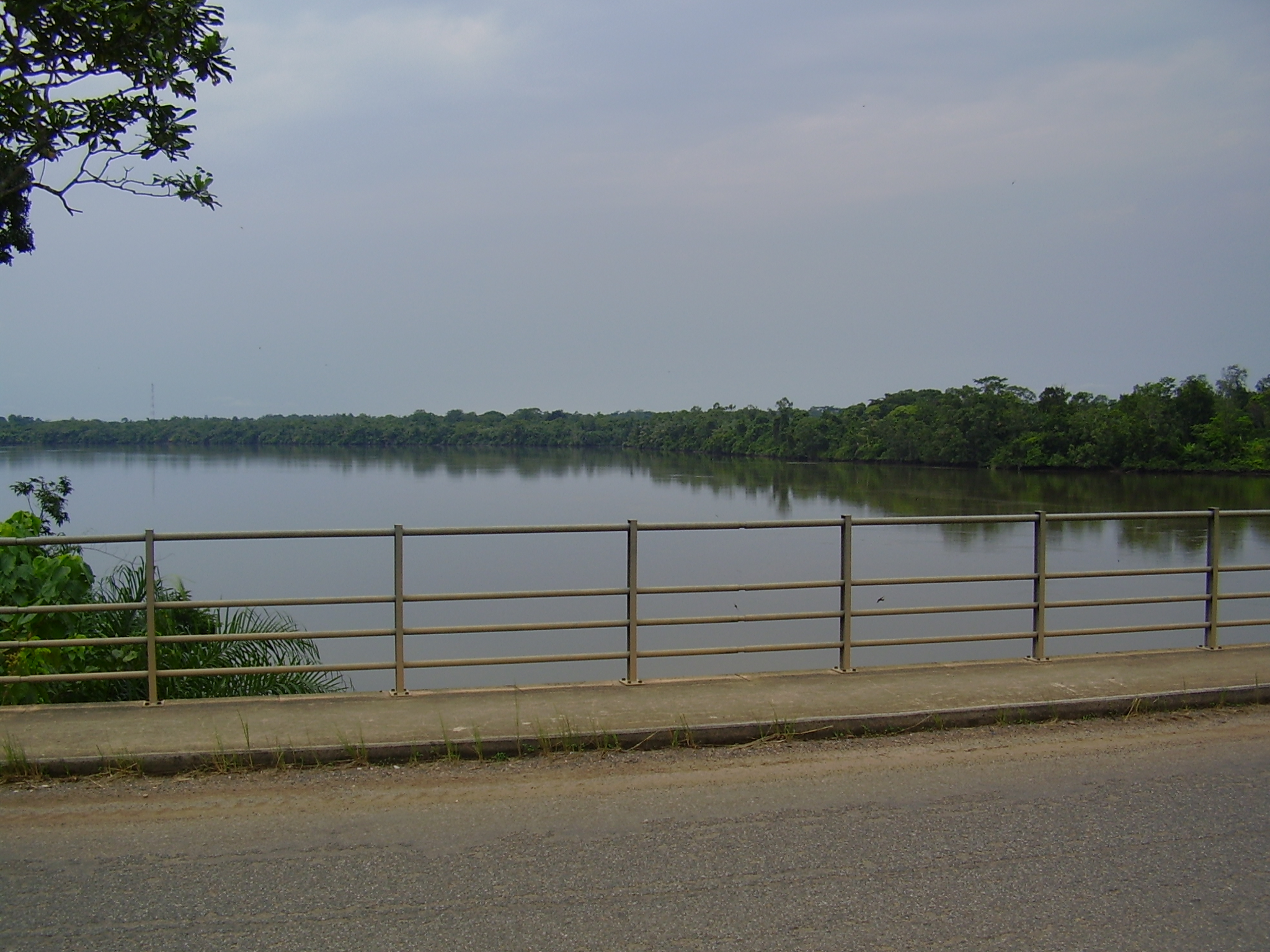
科莫河

1499年，根据《托德西利亚斯条约》，位于西经50度以西的领土归西班牙，以东的领土归葡萄牙，葡萄牙人由此占有亚洲和非洲地区，南美洲大部分为西班牙所有。及至奴隶贸易兴起，葡萄牙人便垄断了非洲的奴隶来源和出口权。这就引起西班牙的强烈不满，西班牙也要求在非洲得到供应奴隶的地方。
1778年，葡萄牙同意让给西班牙一些非洲沿海岛屿，以及大陆上位于欧果韦河（位于今日加蓬共和國境内）和尼日尔河之间的领土，以此作为交换条件，葡萄牙人在西经50度以西占据的美洲地区（今日巴西的西部）的所有权得到西班牙承认。同年西班牙人在福尔摩萨登陆，将其改名为斐南多波岛，以纪念其发现者。但是，由于黄热病横行，西班牙人在岛上移民的尝试屡次失败，迫使其在1781年撤出该岛。
西班牙内战后，西属几内亚得到了更多的开发。1959年，该地区被划为斐南多波和木尼河两个海外省。1964年1月，两省取得内部自治地位。至1968年，在民族独立运动和联合国的双重压力下，西班牙同意给予其独立地位。1968年10月12日，西屬幾內亞宣告独立，改国名为赤道几内亚共和国。1968年，弗朗西斯科·马西亚斯·恩圭马成为赤道几内亚第一任总统，开启了长达十多年的残酷黑暗的独裁统治，恩圭马执政期间采取极其恐怖的统治，推行个人崇拜自封为神，大规模的处决政府官员和百姓，关闭赤道几内亚所有的学校和图书馆，禁止报纸、杂志出版，其统治后期赤道几内亚的政府已经完全瘫痪。1979年8月3日，恩圭马被其侄儿特奥多罗·奥比昂发动政变推翻，1979年9月24日，恩圭马被判处死刑並在不久后被枪决。推翻恩圭马統治後，奥比昂成为赤几总统並一直统治至今。

## 地理
赤道几内亚領土面积为28,051平方公里，包含兩大部分，一部分稱為木尼河地區（也称“姆比尼地区”），位於非洲大陸，大致呈东西长、南北窄的长方形，与喀麦隆、加蓬接壤，木尼河斜贯該地區。该区以巴塔為主要都市。二是位於木尼河区西北、几内亚湾中的比奥科岛（殖民地时期称费尔南多波岛），赤道几内亚首都馬拉博即位於比奥科岛北部。此外在比奥科岛西南595公里处还有安诺本岛。

## 行政区划
赤道幾內亞行政區劃一級為大區，二級為省。全国分为2大區，7个省（provincias）：
- 海島大區（Insular Region）
  - 安诺本省（Annobón）
  - 北比奥科省（Bioko Norte）
  - 南比奥科省（Bioko Sur）
- 大陸大區 (赤道幾內亞)（Continental Region）
  - 中南省（Centro Sur）
  - 基埃恩特姆省（Kie-Ntem）
  - 滨海省（Litoral）
  - 韦莱恩萨斯省（Wele-Nzas）

## 经济
赤道几内亚是撒哈拉以南非洲的发展中国家，其经济以种植业为主，主要的出口产品是可可，其次为咖啡。该国长期以来被列入世界最不发达国家名单，但是1996年在赤道几内亚领海内发现了大量石油资源，此后该国经济快速增长，1997年至2001年的年平均经济增长率达41.7%。至2004年，赤道几内亚已经成为撒哈拉以南非洲的第三大石油生产国，石油产量达每天36万桶。
2001-2008年赤道几内亚GDP增长达到20%，能源部门的扩张支撑了这一增长。石油出口占2009年出口总额的99%。然而，石油产量正在下降。事实上，低油价和低产出致使2009年GDP增长大幅缩水，从2008年的15.2%减少到5%左右。此外，由于非碳氢部门将慢慢取代现有的生产结构，预计经济增长在未来将更加缓和。由于出口下降40％，早期的巨额经常账户顺差转为逆差，占2009年GDP的约20%。尽管经常帐赤字显著收窄，预计在2010年下降到GDP的5%，但预计在2011-12年度将再次扩大。政府已经意识到经济多样化的必要性，投资严重偏于基础设施建设，近期建设项目正在增加。
近年来，赤道几内亚在中西非经济普遍低迷的情况下一枝独秀，连续10年保持26%以上的经济高速增长。石油的发现和开采使得赤道几内亚的国家财政收入猛增，当权者及上层人物收入显著提高，广大人民群众收入稍有提高，生活水平略有改善。2007年政府召开第二届全国经济大会，制定了2008-2020年国家经济社会发展远景规划，在强化油气产业发展的同时，全面启动交通、通讯、电力和卫生等基础设施建设，优先发展农业、渔产品加工、旅游和金融服务业，推动经济多元化发展。2017年加入石油輸出國家組織。
然而虽然赤道几内亚的人均 GDP 在非洲国家中最高，世界排名第56。但是其经济发展极度不均衡。只有极少数的精英获得好处。在联合国的2015年人类发展指数中，赤道几内亚排名第135。一半以下的人口有饮用水，20%的儿童在五岁之前去世。其独裁政府在各人权及媒体自由指标中常年位居“最差”的行列。

## 政治

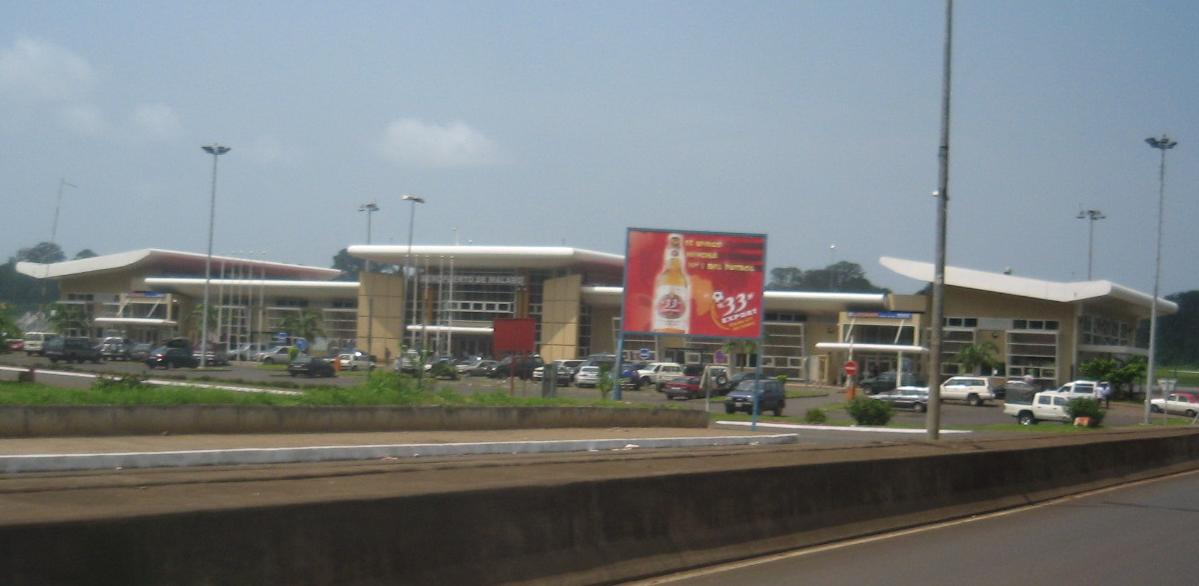
馬拉博圣伊莎贝尔國際機場

1968年赤道几内亚独立后，一直由恩圭马家族实行世袭专政独裁统治。
1968年10月，弗朗西斯科·马西亚斯·恩圭马（Francisco Macías Nguema）成为赤道几内亚首任总统。1970年，该国宣布取缔除执政党“全国统一劳动党”外所有政党。1972年，恩圭马宣布自己为“终身总统”，并实行独裁统治。在恩圭马执政期间，赤道几内亚的所有图书馆都被关闭，报纸，杂志都不允许出版销售，甚至连知识这个词都在国家内禁止使用。1974年，天主教的教会学校被迫关闭，从此恩圭马时期的赤道几内亚再也没有教育机构。到恩圭马倒台前，赤道几内亚政府职能部门全部瘫痪，经济体系崩盘，且中央银行也被迫倒闭。1979年8月，恩圭马的侄子、“国家革命人民武装力量部”副部长特奥多罗·奥比昂·恩圭马·姆巴索戈发动军事政变，成立最高军事委员会，恩圭马被逮捕并处决。
1982年赤道几内亚取消军事管制，奥比昂任总统，继续实行一党制，下設眾議院100席參議院75席。1990年改行多党制。奥比昂此后在1989年、1996年和2009年三次再度当选总统，成為二十世纪后在任最长的共和制领导人之一。

## 軼聞
1974年，英国作家弗雷德里克·福赛思在其小说《战争猛犬》（The Dogs of War）中，以赤道几内亚为蓝本，虚构了非洲国家赞格罗，描述了英国矿业巨头招募欧洲雇佣兵集团发动政变、从而控制该国白金资源的故事。此书发表22年之后，赤道几内亚果真发现了丰富的矿产资源（石油）。2004年，英国前雇佣兵西蒙·曼恩（Simon Mann）曾试图从南非招募雇佣军发动政变，以傀儡领袖取代奥比昂，从而控制该国石油资源。但政变企图被挫败。这一情节与《战争猛犬》的故事情节惊人地巧合。英国前首相撒切尔夫人之子马克·撒切尔被指控为政变计划的资助人之一，英国国会议员和小说家杰弗里·阿彻也被怀疑为政变募集资金。西蒙·曼恩因此次事件坐牢直到2009年“因人道原因”释放。

## 外部連結
- 中的“赤道几内亚”
- 維基媒體的Equatorial Guinea地圖集
- Official Government of Equatorial Guinea website (under construction)
- Guinea in Figures – Official Web Page of the Government of the Republic of Equatorial Guinea （页面存档备份，存于）
- Country Profile （页面存档备份，存于） from BBC News.
- 《世界概况》上有关Equatorial Guinea的条目
- Equatorial Guinea from UCB Libraries GovPubs.
- Key Development Forecasts for Equatorial Guinea （页面存档备份，存于） from International Futures.
- Equatorial Guinea news headline links （页面存档备份，存于） from AllAfrica.com.
- History of Equatorial Guinea （页面存档备份，存于）, PBS Wide Angle interactive timeline.
- Once Upon a Coup （页面存档备份，存于）, PBS Wide Angle documentary about the 2004 coup attempt.